# Fetale Alkoholspektrumstörung
Fetale Alkoholspektrumstörung (englisch Fetal Alcohol Spectrum Disorder, FASD) ist ein Sammelbegriff für eine Reihe von Schädigungen eines Kindes, die durch Alkoholkonsum während der Schwangerschaft verursacht wurden. Fetale Alkoholspektrum-Störungen gelten in Deutschland Schätzungen zufolge als die häufigste aller angeborenen Erkrankungen. Der Verzicht auf Alkoholkonsum in der Schwangerschaft stellt eine geeignete Prävention dar. Die möglichen Schäden sind im Abschnitt Postnatale Symptomatik aufgelistet.
Zu den Fetalen Alkoholspektrumstörungen gehören das Fetale Alkoholsyndrom (FAS, Synonym Alkoholembryopathie, AE), das partielle Fetale Alkoholsyndrom (pFAS), Alkoholbedingte Fehlbildungen (Alcohol Related Birth Defects, ARBD) und Alkoholbedingte neurologische Entwicklungsstörung (Alcohol-Related Neurodevelopment Disorder, ARND).

## Geschichte
Das FAS wurde, obwohl sicherlich so alt wie der Alkoholkonsum selbst, als Entwicklungsstörung infolge von Alkoholkonsum während der Schwangerschaft erstmals 1968 durch Paul Lemoine in Frankreich beschrieben, 1973 erneut in den USA durch Kenneth Lyons Jones und David W. Smith. Die diagnostischen Kriterien sind seitdem im Wesentlichen unverändert das Auftreten einer Mehrzahl von typischen körperlichen, kognitiven und sozialen Entwicklungsstörungen.

## Ursache
Alkohol ist toxisch und potentiell fruchtschädigend. Er kann die Plazentaschranke, welche die Blutkreisläufe von Mutter und Kind trennt, überwinden, sodass das Ungeborene über die Nabelschnur den gleichen Alkoholpegel erhält wie seine Mutter. Alkohol wird hauptsächlich in der Leber der Mutter abgebaut. Die kindliche Leber ist noch unfertig und entwickelt erst nach der Geburt einen eigenen, leistungsfähigen Stoffwechsel.
Wird ein Embryo oder Fötus Alkohol und Alkoholabbauprodukten ausgesetzt, kann seine Entwicklung gehemmt werden. In Abhängigkeit von Reifestadium, Alkoholmenge und individueller Disposition können irreversible körperliche Schäden auftreten und die späteren kognitiven und sozialen Fähigkeiten des Ungeborenen beeinträchtigt werden.
Manche Defizite werden vermutlich dadurch verursacht, dass es durch den Alkohol zu Schädigungen der Purkinje-Zellen im embryonalen Kleinhirn, die für das Gleichgewicht und die Muskelkoordination verantwortlich sind, kommt. Wie bei Schafen nachgewiesen, wird diese Schädigung wiederum durch den sauren pH-Wert im Blut nach Aufnahme von Alkohol in den Kreislauf verursacht.
Es gibt Studien, die einen geringen Alkoholkonsum als nicht signifikant schädigend bewerten. Aber es kann zurzeit keine Grenze festgelegt werden, unter der eine Schädigung des Kindes durch Alkohol ausgeschlossen ist. Es gibt Studien, die zeigen, dass bei nur einmaligem größerem Alkoholkonsum die Rate an Fehlgeburten steigt.
Der Alkoholkonsum des Vaters spielt hinsichtlich FASD keine Rolle, weil die Ursache nicht genetisch ist, sondern eine Vergiftung während der Schwangerschaft. Jedoch kann nach der Geburt ein erhöhter Alkoholkonsum des Vaters und der Mutter als Teil des sozialen Umfelds sich negativ auf die Förderung des Kindes auswirken.

## Häufigkeit
Alkohol hat von den zahlreichen potentiell fruchtschädigenden Stoffen die größte Verbreitung und die größte gesellschaftliche Akzeptanz. In einer Studie der Charité aus dem Jahr 2007 gaben 58 % der befragten Schwangeren an, gelegentlich Alkohol zu trinken. Das Fetale Alkoholsyndrom ist nach Angaben des Robert Koch-Instituts in Deutschland mit im Durchschnitt einem betroffenen Kind bei 350 Geburten die häufigste Ursache für geistige Behinderungen.
Laut der Bundeszentrale für gesundheitliche Aufklärung werden in Deutschland jedes Jahr etwa 10.000 Neugeborene mit Alkoholschäden zur Welt gebracht. Etwa 4.000 Kinder zeigen das Vollbild des Fetalen Alkoholsyndroms FAS und sind meist ein Leben lang körperlich und geistig beeinträchtigt.
Es wird davon ausgegangen, dass Kinder mit Auffälligkeiten im Sinne eines partiellen Fetalen Alkoholsyndroms oft nicht als solche diagnostiziert werden. Aus Sorge der Mütter vor eigener Stigmatisierung und einer Stigmatisierung des Kindes wird der Konsum von Alkohol in der Schwangerschaft vermutlich vielfach verschwiegen oder bagatellisiert, sodass nach anderen Ursachen geforscht wird.
Die Prävalenz des Fetalen Alkoholsyndroms korreliert unmittelbar mit dem Alkoholkonsum und ist daher von Land zu Land sehr unterschiedlich. Ausgesprochen häufig ist FAS in Südafrika mit über 5,5 % bei allen Neugeborenen.

## Pränatale Entwicklungsstörungen
Die Vergiftung des ungeborenen Kindes mit Alkohol führt in Abhängigkeit vom Reifungsstadium zu unterschiedlichen Entwicklungsstörungen.

### Erstes Trimenon
Der Embryo zeichnet sich im ersten Trimenon durch den Prozess der Organogenese aus, das heißt, es werden die Organe angelegt. Dementsprechend tiefgreifend sind die Schädigungen, die in dieser Zeit erfolgen können: Mikrozephalie und Mikroenzephalie (Kopf-/Gehirnminderentwicklung), kraniofaziale Hypoplasie (Gesichtsveränderungen mit strukturellen Unterentwicklungen) und Fehlbildungen innerer Organe sind die häufigsten.

### Zweites Trimenon
In diesem Zeitraum ist die größte Gefahr bei mütterlichem Alkoholkonsum eine Fehlgeburt. Weiterhin kommt es zu Wachstumsretardierung (Wachstumsverzögerung) mit Rückstand oder Verzögerung der körperlichen Entwicklung.

### Drittes Trimenon
In dieser Zeit wächst der Fetus körperlich und kognitiv zur Geburtsreife. Durch den Einfluss von Alkohol besteht die Gefahr der Wachstumsretardierung und einer Schädigung des Zentralnervensystems. Diese Gefahr ist zu diesem Zeitpunkt am größten.

### Entwicklungsphasen-spezifische Schädigungen
Nicht nur regelmäßiges oder übermäßiges Trinken wirkt in diesem Sinne schädigend. Der episodische (gelegentliche) Alkoholkonsum kann je nach Entwicklungsphase spezifische Schädigungen beim Ungeborenen verursachen: Während der vierten Schwangerschaftswoche beispielsweise kann Alkoholeinfluss die sich herausbildende Kopfform beeinflussen, in der sechsten Woche kann es bei der Entwicklung der Nieren zu Fehlbildungen kommen. Über den gesamten Verlauf der Schwangerschaft befindet sich das Gehirn in einem Reifungsprozess und ist dementsprechend das am meisten empfängliche und von alkoholbedingten Schädigungen bedrohte Organ.

## Postnatale Symptomatik

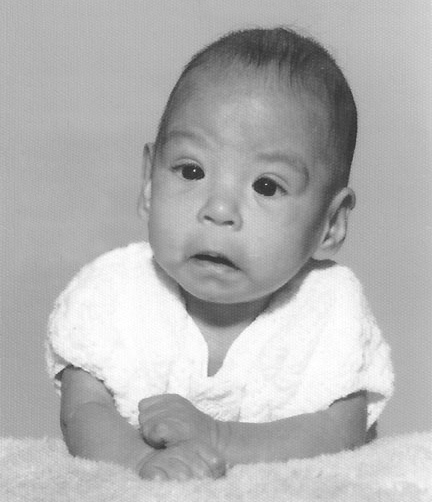
Baby mit typischen Gesichtsmerkmalen des Fetalen Alkoholsyndroms: kleine Augen, glattes Philtrum, schmale Oberlippe

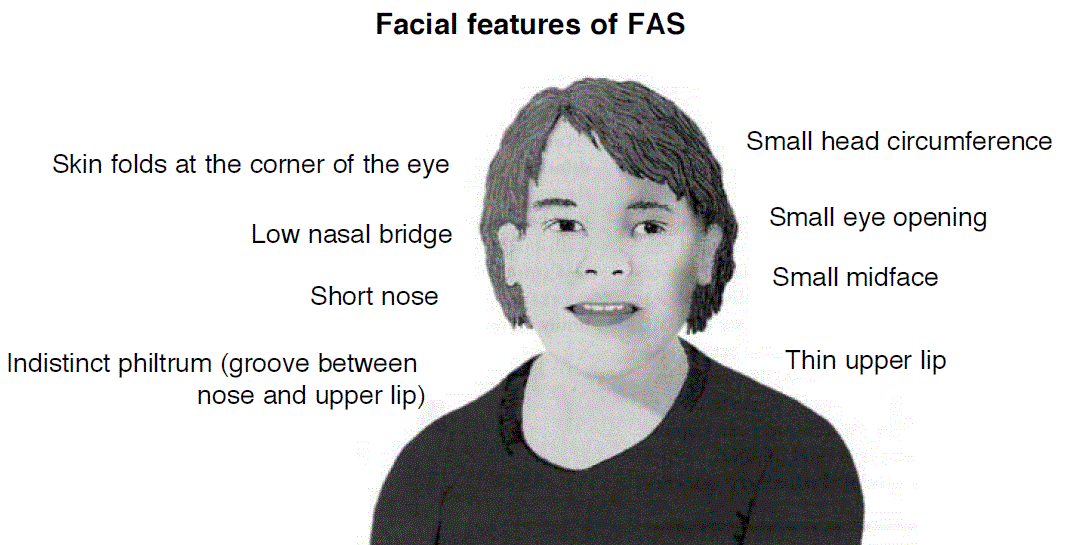
Fetales-Alkoholsyndrom-Gesicht

Alkoholkonsum der Schwangeren kann im Prinzip alle Organe und Organsysteme des ungeborenen Kindes schädigen, wenngleich bei typischer Ausprägung des FAS einige Körperteile besonders betroffen sind. Die Diagnose des klassischen Syndroms stützt sich bei schwer betroffenen Kindern besonders auf äußere Merkmale. Dazu zählen: Minderwuchs, Untergewicht, Kleinköpfigkeit (Mikrozephalie), mangelhafte Muskelentwicklung, typische Gesichtsveränderungen, kognitive Entwicklungsverzögerung und Verhaltensstörung(en). Die Schweregrade alkoholbedingter Schädigungen beim Kind haben ebenso wie die individuelle qualitative und quantitative Ausprägung des mütterlichen Alkoholkonsums eine große Bandbreite, die im Einzelfall betrachtet und eingeschätzt werden muss.
Nicht alle betroffenen Kinder zeigen alle Merkmale, und die Merkmale sind nicht immer in gleich starker Ausprägung vorhanden. Beim FAS zeigen sich meistens mehr und ausgeprägtere Symptome als beim partiellen FAS. Die körperlichen Schäden können mit Störungen in der Hirnleistung (von Lernschwierigkeiten bis hin zur geistigen Behinderung) und Störung der seelischen, gefühlsbezogenen und sozialen Entwicklung einhergehen. Es kann jedoch nicht pauschal von einer Relation zwischen körperlichen Merkmalen und kognitiven Beeinträchtigungen ausgegangen werden.
Folgende Beeinträchtigungen werden beschrieben:
- Körperlicher Bereich
  - Wachstumsstörungen, Minderwuchs, Untergewicht
  - Vergleichsweise kleiner Kopfumfang (Mikrozephalie), Minderentwicklung des Gehirns (Mikroenzephalie)
  - Gesicht: schmale Lidspalte, flaches oder fehlendes Philtrum, schmale Oberlippe
  - Muskelschwäche (Muskelhypotonie)

- Organischer Bereich, körperliche Fehlbildungen
  - Sprechstörungen
  - Hörstörungen, Mittelohrentzündungen
  - Herzfehler, oft Scheidewanddefekte
  - Gaumenspalte[26][27][28]
  - Alkoholkardiomyopathie (alkoholbedingte Herzmuskelschädigung)
  - Fehlbildungen im Urogenitalbereich: Nierenfehlbildungen, Entwicklungsstörung der Harnröhre (Hypospadie), Mikropenis, Hodenhochstand (Kryptorchismus), Vergrößerung der Klitoris (Klitorishypertrophie)

- Neurologisch-kognitiver Bereich
  - Allgemeine Entwicklungsretardierung bis zur Unselbstständigkeit
  - Konzentrationsschwäche, Lernschwäche, kognitive Behinderung
  - Probleme im mathematischen Bereich, z. B. Schätzen von Zahlen, Verständnis der Uhrzeit und Umgang mit Geldwerten
  - Krampfanfälle, Epilepsie
  - Verhaltens-, Aufmerksamkeits- bzw. Wahrnehmungsstörungen
  - Hyperaktivität
  - Intelligenzminderung
  - Lernstörungen
  - Koordinations-, Gleichgewicht- und Gangstörungen
  - Feinmotorische Schwierigkeiten

## Diagnose und FASD-Arten
Der ICD-10-Code O35.4 wird angegeben bei der Betreuung der Schwangeren bei (Verdacht auf) Schädigung des ungeborenen Kindes durch Alkoholkonsum. Für das Neugeborene wird hingegen der ICD-10-Code Q86.0 verwendet.
Da der Alkoholkonsum der Mutter während der Schwangerschaft unterschiedlich stark ausgeprägte Auswirkungen haben kann, wird in der Diagnostik zwischen unterschiedlichen Krankheitsbildern differenziert.
FAS und partielles FAS wird nach der Geburt, teils erst im Verlauf der Kindheit, wenn sich Störungen manifestieren, in der Mehrzahl der Literatur nach folgenden Kriterien diagnostiziert:

### FAS (Vollbild)
Folgende drei Hauptkriterien müssen vorliegen:
1. Vor-/nachgeburtliche Wachstumsstörungen (Dystrophie)
2. Störungen des Zentralnervensystems
3. Gesichtsveränderungen (geschrägte Lidachsen, schmales Lippenrot, hypoplastisches Philtrum)

Da die charakteristischen Gesichts- und Wachstumsanomalien bei Erwachsenen oft nicht mehr erkennbar sind, gibt es für Erwachsene ein biografisches Screening-Interview (BSI-FASD).
Manche Kinder, die von FAS betroffen sind, weisen bis ins Erwachsenenalter bestimmte Verhaltensweisen auf. Sie entstehen durch einen chronisch schlechten Fit zwischen ihnen und ihrer Umwelt und sind defensive Reaktionen. Sie werden in der frühen Kindheit entwickelt und können in der Regel durch adäquate Interventionen vermieden werden. Zu den auffälligsten Verhaltensweisen zählen unangemessenes Sexualverhalten, unangemessener Humor, soziale Isolation, aggressives Verhalten und Alkoholprobleme.

#### Sozialverhalten
Die Folgen von FAS im sozialen Bereich sind vielfältig und können zu erheblichen Einschränkungen in sozialen Interaktionen beitragen. Hier zu zählen unter anderem:
- inkonsistentes Verhalten
- Schwierigkeiten, sich selbst auszudrücken
- Unfähigkeit, zwischen privaten und öffentlichen Situationen zu differenzieren
- Unfähigkeit zur Empathie
- Probleme, soziale Signale zu deuten
- Umgang mit Autoritätsfiguren
- fehlendes Bereuen von Fehlverhalten
- dem Alter unangemessenes Verhalten
- Erfahrung von sozialer Ausgrenzung[32]

#### Schulische Laufbahn
Viele Betroffene weisen Schwierigkeiten auf, den Anforderungen des schulischen Umfeldes gerecht zu werden, häufig sind mathematische Fähigkeiten betroffen. Dabei sind die Defizite größer, als die allgemeine Intelligenz vermuten lässt. Defizite in der visuell-räumlichen Verarbeitung, beim Arbeitsgedächtnis und bei der Größenvorstellung werden als Ursachen in Betracht gezogen. Trotz langjähriger Unterstützung zeigt sich oft keine signifikante Verbesserung des Leistungsniveaus.
In Folge absolvieren nur etwa 13 % der FAS-Betroffenen eine Regelschule, 47 % besuchen eine Sonderschule für Lernbehinderte oder geistig Behinderte. Die Verbleibenden verlassen das Schulsystem ohne einen Abschluss. Etwa 12 % der Betroffenen sind an einer regulären Arbeitsstelle beschäftigt.

#### Unangemessenes Sexualverhalten
Unangemessenes Sexualverhalten sind wiederholte Probleme mit mindestens einer der folgenden Verhaltensweisen: unangebrachte sexuelle Annäherungsversuche, unangebrachtes sexuelles Anfassen, Promiskuität, Entkleiden, triebhaftes Sexualverhalten, voyeuristisches Verhalten, Masturbieren in der Öffentlichkeit, Inzest, obszöne Telefonanrufe, Sodomie.
Bei Kindern wird das Entkleiden und das unangemessene Anfassen am häufigsten beobachtet, während bei Erwachsenen mit FAS die Promiskuität und die unangebrachten sexuellen Annäherungsversuche am häufigsten vertreten sind. Mit dem Alter steigt die Wahrscheinlichkeit für unangemessenes Sexualverhalten an. Es wurden bisher keine Geschlechterunterschiede in der Häufigkeit verzeichnet. Allerdings steigt für Frauen mit unangemessenem Sexualverhalten auch das Risiko einer ungeplanten Schwangerschaft.

#### Komorbiditäten
94 % aller FAS-Betroffenen weisen zusätzlich mindestens eine Komorbidität auf, zu den häufigsten zählen ADHS, Schlafschwierigkeiten und Angststörungen.
Etwa 65 % der Personen mit FAS haben zusätzlich noch ADHS. Frauen mit ADHS weisen ein höheres Risiko auf, während der Schwangerschaft Alkohol zu konsumieren. Da ADHS auch stark durch eine genetische Komponente bestimmt wird, hat ein Kind, dessen Mutter ADHS hat, eine höhere Wahrscheinlichkeit, ebenso ADHS zu bekommen. Neben der genetischen Komponente spielen auch Umweltfaktoren eine Rolle. Alkoholabhängige Eltern sind häufig nicht in der Lage, sich adäquat um ihren Nachwuchs zu kümmern. Die resultierende postnatale Störung der Bindung stellt einen weiteren Risikofaktor für die Entwicklung von ADHS dar.
Bei Personen mit FAS ist das Suizidrisiko im Vergleich zur Allgemeinbevölkerung erhöht. Der Wechsel zwischen verschiedenen Lebensumfeldern, zwischen verschiedenen Pflegefamilien, scheint eine zusätzliche Belastung darzustellen. Auch ein niedriger IQ steht im Zusammenhang mit einem höheren Suizidrisiko. Auffällig erscheint zudem die erhöhte Vulnerabilität von Jungen in der Gruppe der FAS-Betroffenen. Allgemein sind Mädchen in Suizid-bezogenen Statistiken überrepräsentiert, bei FAS ist das Geschlechterverhältnis jedoch umgekehrt.

### Partielles FAS
Partielles FAS betrifft diejenigen, bei denen ein Alkoholkonsum der Mutter während der Schwangerschaft gesichert ist, jedoch nur zwei der drei Hauptkriterien – ZNS-Auffälligkeiten und Gesichtsveränderungen – vorliegen.
Ist die Organbildung beim Kind zum Zeitpunkt des Alkoholkonsums bereits abgeschlossen, entstehen meist keine oder nur geringe körperliche Fehlbildungen und das Kind zeigt nur geringfügige äußere Merkmale. Eine Schädigung des Zentralnervensystems (ZNS), mitunter einhergehend mit kognitiven und verhaltensbezogenen Störungen, kann dennoch vorliegen.
Kinder mit pFAS weisen oft kaum körperliche Besonderheiten auf, der IQ ist meist durchschnittlich, auffällig werden sie jedoch im (Sozial-)Verhalten. Die meisten Kinder bedürfen einer konstanten Beaufsichtigung und viele bis ins Erwachsenenalter hinein vielfältige Unterstützung bei Tätigkeiten des alltäglichen Lebens.

### Alkoholbedingte neurologische Entwicklungsstörung (ARND)
Man spricht von ARND (Alcohol-Related Neurodevelopment Disorder), wenn der Alkoholkonsum der Mutter während der Schwangerschaft bestätigt ist und beim Betroffenen ZNS-Auffälligkeiten vorliegen.
Laut der Arbeitsgemeinschaft der Wissenschaftlichen Medizinischen Fachgesellschaften (AWMF) sollten mindestens drei der folgenden Kriterien erfüllt sein, um vom erfüllten Kriterium der ZNS-Auffälligkeit zu sprechen:
- Globale Intelligenzminderung (mindestens 2 Standardabweichungen vom Mittelwert) oder
 signifikante kombinierte Entwicklungsverzögerung bei Kindern ≤ 2 J.
- Epilepsie
- Mikrozephalie

Leistung mindestens 2 Standardabweichungen unterhalb des Mittelwerts der Gesamtpopulation unter der Norm in den Bereichen:
- Sprache
- Fein-/Graphomotorik oder grobmotorische Koordination
- räumlich-visuelle Wahrnehmung oder räumlich-konstruktive Fähigkeiten
- Lern- oder Merkfähigkeit
- exekutive Funktionen
- Rechenfertigkeiten
- Aufmerksamkeit
- soziale Fertigkeiten oder Verhalten

Da hier keine deutlichen, physischen Symptome sichtbar sind, ist die Diagnosestellung noch schwieriger und wird leicht mit anderen psychischen oder kognitiven Störungen verwechselt.

### Alkoholbedingte Fehlbildungen (ARBD)
Unter ARBD (Alcohol Related Birth Defects) versteht man in Zusammenhang mit dem Alkoholkonsum der Mutter während der Schwangerschaft stehende angeborene Fehlbildungen (Malformationen) des Kindes. Dazu zählen sowohl Missbildungen der Organe als auch der Knochen. Laut der AWMF wird empfohlen, aufgrund „der fehlenden Spezifität der Malformationen und der fehlenden Evidenz für ARBD als eindeutige Krankheits-Entität, [ARBD] nicht als Diagnose [zu verwenden]“.

## Prävention
Durch Verzicht auf den Konsum von Alkohol während der Schwangerschaft können Fetale Alkoholspektrumstörungen vermieden werden. Dazu gehört, dass die Risiken des Alkoholkonsums während einer Schwangerschaft richtig eingeschätzt werden. Die Primärprävention ist bestrebt für die potentiell fruchtschädigende Wirkung von Alkoholkonsum während der Schwangerschaft ein gesamtgesellschaftliches Problembewusstsein zu schaffen.
Als Bestandteil der Schwangerschaftsvorsorge kann problematisches Konsumverhalten abgeklärt werden, allerdings können auch Kinder von Eltern, die nicht alkoholkrank sind, Schäden davontragen.
In den Vereinigten Staaten gibt es ein Präventionsprogramm namens Nurse-Family Partnership, das eine über die Schwangerschaft hinausgehende zweijährige Betreuung anbietet.

## Behandlungsansätze
Ansätze, um die Lebensqualität zu erhöhen und die Entwicklung von Sekundärbeeinträchtigungen zu mildern, umfassen u. a. die Behandlung von Begleiterkrankungen, beratende Begleitung bei der Ernährung, Interventionen im Zusammenhang mit Verhaltensauffälligkeiten und Lernschwierigkeiten und eine Beratung der Eltern.
Dabei ist es wichtig festzuhalten, dass die neurologischen Schädigungen unumkehrbar sind. Einen allgemein gültigen Therapieansatz gibt es nicht. Vielmehr werden Förderungsangebote und Betreuungsmöglichkeiten für Betroffene durch deren Stärken und Schwächen festgelegt. Besonders zentral ist dabei die Psychoedukation, d. h. die Aufklärung der Betroffenen und deren Angehörigen über das Krankheitsbild und seine Bedeutung für den Alltag und das soziale Umfeld. Auch Therapien wie die Ergotherapie, Logopädie, Konzentrationstrainings sowie bestimmte Medikation können der Entwicklung von Sekundärbeeinträchtigungen entgegenwirken.

### Pädagogischer Umgang mit von FASD-betroffenen Kindern
Da das Zusammenleben mit von FASD-betroffenen Kindern und Jugendlichen je nach Ausprägung unvorhersehbar und stürmisch ist, ist es wichtig, nicht starr an pädagogischen Routinen – wie Konsequenz und Strenge – festzuhalten. Oftmals fehlt es dem Kind an Einsicht, Verständnis und perspektivischen Lerneffekten.
Vielmehr ist es wichtig, einen Perspektivwechsel in der pädagogischen Haltung einzuschlagen und neue Wege für sich und das Kind zu entwickeln. Insbesondere sollte ein grundsätzliches Verständnis für die Art und Weise des kindlichen Verhaltens entwickelt werden und keine altersentsprechenden Entwicklungen im Vergleich zu nicht Betroffenen Kindern erwartet werden.
Daher bedarf es einer störungsspezifischen pädagogischen Haltung gegenüber dem Kind mit einer Orientierung an seinen individuellen Möglichkeiten und Grenzen.
Grundlagen dieser pädagogischen Haltung sind:
- Unbedingte Wertschätzung dafür, dass FASD-betroffene Kinder alltägliche Dinge oft nur mit übergroßer Anstrengung bewältigen können
- Einfühlendes Verstehen
- Authentizität
- Liebevoll akzeptiertes Aushalten

Wichtige Elemente um den Alltag mit FASD zu bewältigen, sind Strategien, Routinen und Rituale. Dabei spielt vor allem vorausschauendes Handeln eine wichtige Rolle. Bezugspersonen sollten so vorausschauend wie möglich planen, da jede kleine Abweichung vom sonstigen Ablauf beim Kind zu Irritationen und Überforderung führen kann. Dies kann sich vor allem in Form von Gefühlsausbrüchen äußern. Aufgrund dessen ist es auch hilfreich, eine feste Tagesstruktur mit Routinen und Ritualen zu schaffen, denn in der Regel können sich betroffene Kinder nicht selbst strukturieren und benötigen Anleitungen beim Lösen von Aufgaben.
Aufgrund der typischen Vergesslichkeit bei FASD ist es zusätzlich notwendig, einfache und wenige Regeln aufzustellen und sie ständig zu wiederholen und auf deren Einhaltung zu bestehen. Hilfreich können dabei auch Bildkarten für die verschiedensten wiederkehrenden Aufgaben sein und das Kind nach jeder erledigten Aufgabe unmittelbar zu loben, sodass das Kind den Bezug herstellen kann.
Letztlich ist es wichtig, dass die Bezugsperson ein Verständnis von FASD erlangt und genau erkennt, wo die Schwächen, aber auch Stärken des Kindes sind, um zu einem individuellen pädagogischen Umgang zu gelangen.
Auch die eigene innere Einstellung führt zu einer entspannten Atmosphäre, in der sich das Kind verstanden, sicher und geliebt fühlt.
Unabhängig von einer richtig oder fälschlich gestellten FASD-Diagnose ist es im professionellen Umgang von großer Relevanz, nicht ständig der Mutter offensiv die Schuld für die Krankheit ihres Kindes zu geben, da dies sonst kontraproduktiv und irrelevant für eine adäquate und erfolgreiche Betreuung des Kindes und für eine hilfreiche Kooperation mit den Eltern sein kann.

## Forschung
Es werden Studien durchgeführt, um nach Möglichkeiten zu suchen, Symptome durch Medikamente und gezielte Nahrungsergänzung vor oder nach der Geburt zu verringern. Des Weiteren wird nach Biomarkern gesucht, mit denen ein Risiko einer fetalen Alkoholspektrumstörung frühzeitig festgestellt werden kann, um möglichst früh intervenieren zu können.

## Rezeption
Seit 1999 wird jedes Jahr am 9. September in vielen Ländern der Welt der Tag des alkoholgeschädigten Kindes begangen. Dabei wird durch Informationskampagnen u. ä. auf die Situation von Kindern und Jugendlichen aufmerksam gemacht, die mit einer alkoholbedingten Schädigung geboren wurden. Die daraus resultierenden Schwierigkeiten für sie und ihre Familien sollen an diesem Tag besondere gesellschaftliche Aufmerksamkeit bekommen. Ein weiterer wichtiger Punkt der Bemühungen um Aufklärung und Information ist die Warnung vor den oft unterschätzten Gefahren von Alkoholkonsum der Mutter während einer Schwangerschaft.
In den Romanen Erzähl ihm nicht von den Bergen: Die bewegende Geschichte des Indianerjungen Adam von Michael Dorris und Wie ein Fluss strömt das Blut durch meine Träume von Timothy Patrick Barrus ist FAS Thema.

### Filme
- Jean Boué: Alkoholkinder. im WDR-Fernsehen, in der Reihe „Menschen Hautnah“ vom 6. September 2018
- Djamila Benkhelouf: Alkohol in der Schwangerschaft: Die schlimmen Folgen, im NDR-Fernsehen in der Reihe Panorama 3 vom 14. Januar 2019, Kurzfassung im YouTube-Kanal Strg F von funk
- Alkohol während der Schwangerschaft: Das lebenslange Leiden der Kinder, Spiegel TV, 9. Februar 2019
- Kinder aus der Schnapsflasche, Exakt – Die Story, MDR Fernsehen, 5. Juni 2019

### Rundfunkberichte
- Claudia Biehahn: Mit einem Vollrausch vom Gymnasium in die Hauptschule in dradio „Hintergrund“ vom 23. November 2013
- Christine Werner: Vergiftet im Mutterleib – Wie Suchtstoffe das ungeborene Kind schädigen. In: SWR2 „Wissen“, 29. Januar 2014
- Werner Dürre: Fetale Alkoholspektrumstörung – Alkohol in der Schwangerschaft in Bürgerfunk LokalReport, 5. April 2020